# Raymond Forni
Raymond Forni (Belfort, 20 maggio 1941 – Parigi, 4 gennaio 2008) è stato un avvocato e politico francese.

## Biografia
All'età di 17 anni, dopo la morte del padre, interruppe gli studi e trovò lavoro come operaio presso la fabbrica Peugeot, dove si dedicò anche all'attività sindacale. In seguito tornò al liceo, si laureò in giurisprudenza all'Università di Strasburgo e nel 1968 iniziò a esercitare la professione di avvocato nella sua città natale. Si impegnò in politica all'interno della SFIO e in seguito nel Partito Socialista.
Nel 1973 fu eletto per la prima volta all'Assemblea nazionale. Fu membro della Camera bassa del parlamento francese fino al 1985, poi dal 1988 al 1993 e dal 1997 al 2002. Dal 1991 al 1993 e dal 1997 al 2000 fu vicepresidente dell'Assemblea nazionale e dal 2000 al 2002 ne fu presidente per metà dell'XI legislatura. In parlamento rappresentò una delle circoscrizioni del dipartimento del Territorio di Belfort.
Dall'inizio degli anni '70, ha ricoperto anche numerosi incarichi nell'amministrazione locale. È stato consigliere comunale in diverse città, sindaco di Delle (1991-2004), vicesindaco di quel comune, consigliere generale del Territorio di Belfort e consigliere regionale della Franca Contea. Nel 2004, è diventato presidente di quella regione, carica che ha ricoperto fino alla sua morte nel 2008, sopraggiunta per leucemia.
Fu insignito dell'Ordine nazionale al merito di V classe e della Gran croce dell'Ordine al merito della Repubblica di Polonia.